# Sant Feliu i Sant Blai de la Roca d'Albera
Sant Feliu i Sant Blai (Saint-Félix-et-Saint-Blaise en francès) és l'actual església parroquial del poble rossellonès de la Roca d'Albera, a la Catalunya del Nord.

## Història

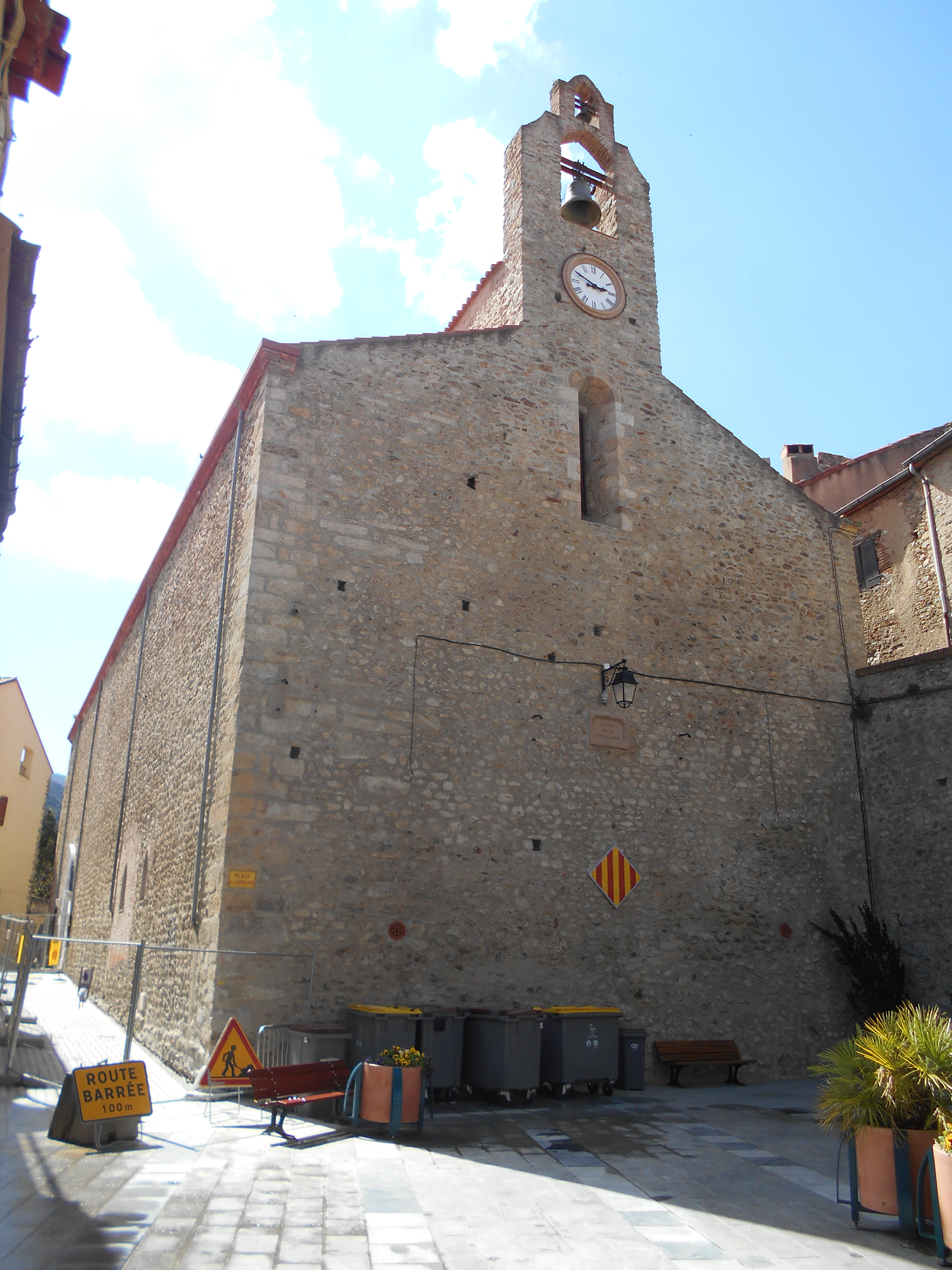
Façana oriental

L'any 834, l'emperador Lotari confirmà una Cella Sancti Felici com a possessió del bisbe d'Elna Salomó. Sembla que aquest hauria estat el primer precedent de la parròquia de la Roca, per bé que segurament hauria fet referència a l'església del nucli de Rocavella, nucli que fou abandonat a voltants del segle xiii en favor del poble sorgit a recer del nou castell de la Roca.

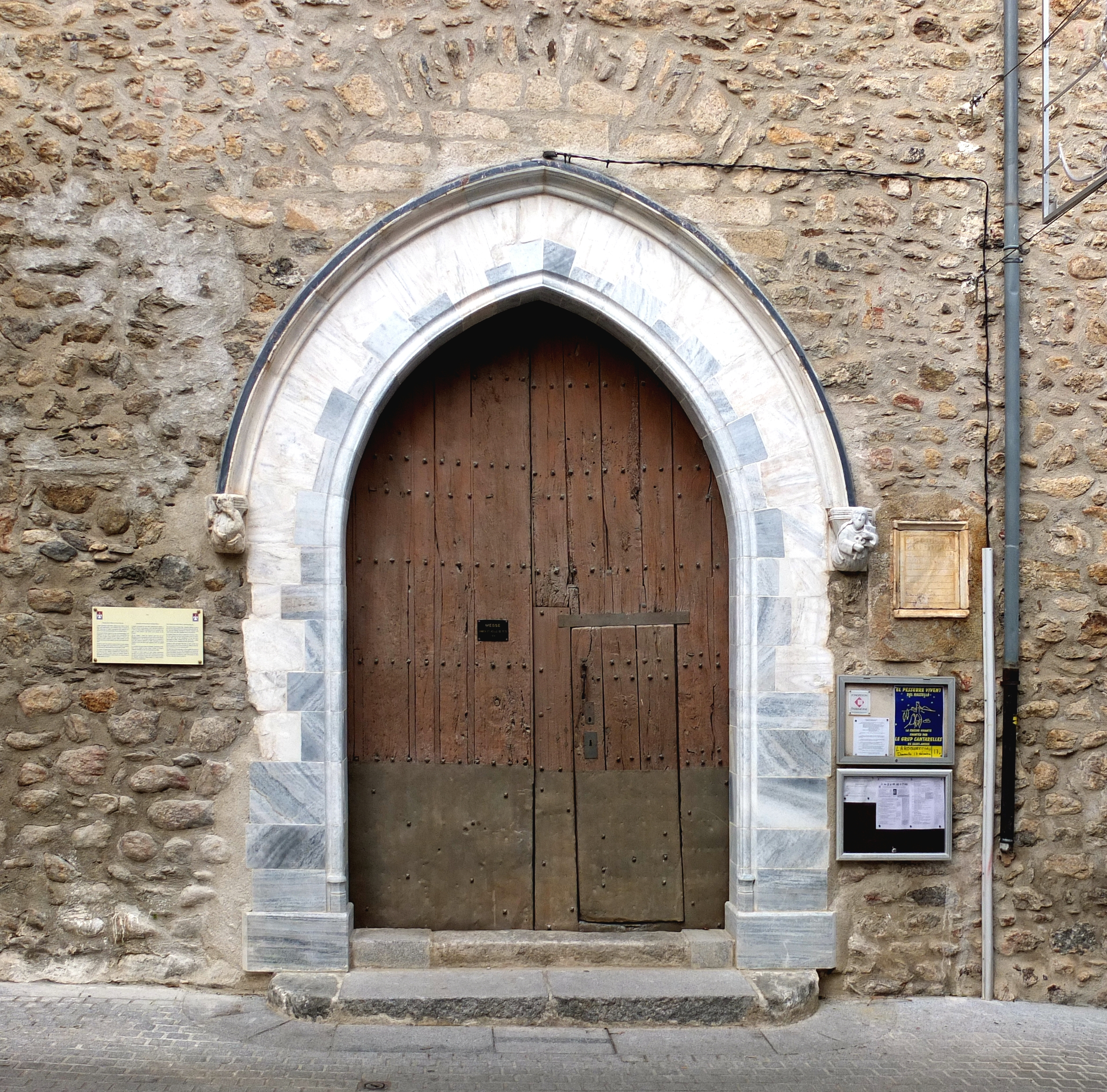
Porta de l'església

L'arqueologia ha tret a la llum, a més, una primitiva església de Sant Feliu a prop de l'actual mas Manera, a llevant del poble actual, damunt d'una petita eminència argilosa que domina el Còrrec de Mataporcs. Es van trobar les ruines de la nau, amb els murs formats per pedres de gneis lligades amb morter de calç. Als peus d'aquest lloc, cap a l'est, es va trobar també un hàbitat de 8.000 m² de superfície que, per les restes trobades, fou ocupat fins al segle xv.
El nou temple se situà enganxat a la muralla meridional de la vila (no confondre'l amb la capella de Sant Sebastià, ja fora muralles), i va ser consagrat el 1371, convertint-se en l'església parroquial. El 1402 se li superposà el campanar.

## Arquitectura i decoració
El temple, d'estil gòtic és de planta rectangular, sense absis, amb la nau coberta amb volta de canó i tres capelles laterals que s'obren a la cara oest. Possiblement per raons defensives, l'edifici va ser construït amb molt poques obertures: una espitllera a cada un dels dos extrems de la nau, encara que la del cantó sud fou engrandida posteriorment (segle xviii), desaparegudes les raons militars que havien donat a la fortificació de la vila. El campanar d'espadanya és d'obertura única, amb dues campanes superposades una a l'altra.
El portal de l'església, al mur sud, és del segle xv. No és, però, original d'aquesta edificació sinó que Galceran de Pinós, vescomte de Canet i d'Illa i senyor de la Roca, el portà el 1527 provinent de l'església de Sant Vicenç d'Avalrí (un poblet desaparegut, a l'actual terme de Montescot). Fet de marbre blanc de Ceret, el portal havia estat molt maltractat pel temps, però una restauració recent (2012) ha permès refer l'estàtua de sant Pere (desapareguda temps enrere) i posar-la al costat dret de la porta, acompanyant el sant Pau original de la banda esquerra.
El retaule de l'altar major, dedicat a sant Pere i sant Feliu, és barroc del segle xviii, fet en fusta tallada i policromada. Sense indicació d'autoria, hom l'associa al taller d'algun dels grans escultors de retaules de l'època, com el dels Sunyer o el dels Navarre (pare i fill). La decoració és formada també per altres retaules, com el del Crist (del XVII), i -indirectament- per fragments de l'antic retaule de l'altar major, reaprofitats en diversos retaules secundaris.